# Direção-Geral de Viação
A Direção-Geral de Viação (AO 1945: Direcção-Geral de Viação), ou DGV, constituía o organismo público português encarregue das matérias de contraordenação, segurança rodoviária, condutores e veículos.
Inicialmente dependente do ministério responsável pelos transportes, a DGV foi transferida para o Ministério da Administração Interna em 1992.
A DGV foi oficialmente extinta no dia 25 de julho de 2007, sendo substituída pela Autoridade Nacional de Segurança Rodoviária nas matérias de contraordenação e segurança rodoviária e pelo Instituto da Mobilidade e Transportes Terrestres nas áreas de condutores e veículos.